# Quintalia flosculus
Quintalia flosculus fue una especie de molusco gasterópodo de la familia Helicarionidae en el orden de los Stylommatophora.

## Distribución geográfica
Fue endémica de la Isla Norfolk.